# Trên, dưới và linh hoạt
Trong tình dục loài người, trên, dưới và linh hoạt (tiếng Anh: top, bottom and versatile) là những thuật ngữ mô tả tư thế khi quan hệ tình dục đặc biệt là nam có quan hệ tình dục với nam. Top (trên) là người thâm nhập (đâm), bottom (dưới) (đọc ngắn là bot) là người được thâm nhập và versatile (linh hoạt) là người tham gia cả hai hoạt động trên. Những thuật ngữ này có thể chỉ sự tự xác định sở thích của mỗi người nhưng cũng có thể mô tả những nhận thực tâm lý và/hoặc nhận thực tình dục.

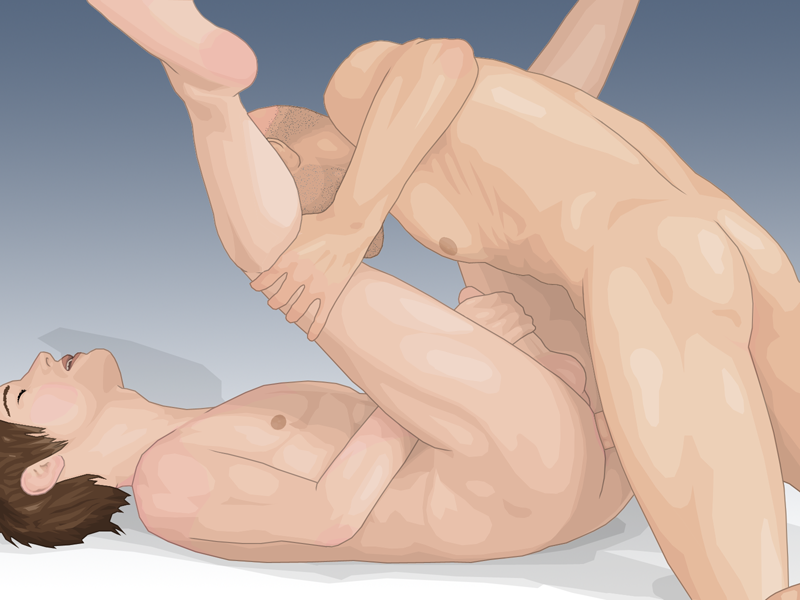
Người bên phải là top, còn người bên trái là bottom

Top, bottom và versatile cũng có thể được dùng trong BDSM để mô tả những nhận thực và hành vi tương tự nhưng có ý nghĩa khác biệt.
Top là người đóng vai trò thâm nhập trong quan hệ tình dục, trong hầu hết trường hợp là bằng dương vật, khi quan hệ hậu môn hoặc đường miệng. Top cũng là một động từ có nghĩa là "thâm nhập người khác." Top có thể mô tả một nhận thực cá nhân mang nghĩa rộng hơn bao gồm cả sự mạnh mẽ (dominance) trong quan hệ tình cảm và/hoặc tình dục nhưng không nhất thiết như vậy. Có nhiều thuật ngữ liên quan chẳng hạn như top hoàn toàn (total top) là người luôn luôn top, top mạnh mẽ (power top) là người có kỹ năng tốt và/hoặc mạnh bạo khi thâm nhập, top phục vụ (service top) là người thâm nhập dưới sự hướng dẫn của một bottom háo hức, top linh hoạt (versatile top) là người thích thâm nhập hơn nhưng đôi khi cũng được thâm nhập.
Bottom là người được thâm nhập khi quan hệ tình dục thường là qua hậu môn trong tình dục hậu môn và qua đường miệng khi làm tình bằng miệng. Bottom cũng có thể mô tả một nghĩa rộng hơn là vai trò được che chở trong một mối quan hệ tình cảm mặc dù không nhất thiết là như vậy. Bottom mạnh mẽ (power bottom) là người thích thú với vai trò được thâm nhập một cách mãnh liệt. Bottom linh hoạt (versatile bottom) là người thích được thâm nhập hơn nhưng đôi khi thâm nhập.
Không có nghiên cứu khoa học nào về tỉ lệ nam đồng tính và song tính là top hay bottom. Kiểm 55.646 hồ sơ trên www.gay.com ở Hoa Kỳ cho thấy 26,46% thích làm top, 31,92% thích làm bottom và 41,62% thích linh hoạt.
Chiều lây nhiễm bệnh lây truyền đường tình dục từ top sang bot dễ xảy ra hơn từ bot sang top. Mặc dù đồng ý quan hệ dùng bao cao su, nhưng trong quá trình quan hệ, vài người đóng vai top có thể bí mật tháo bỏ bao cao su và tiếp tục thâm nhập bot mà bot không hề hay biết. Top làm vậy có thể do anh ta thích quan hệ không bao cao su hoặc anh ta cố tình làm lây nhiễm bệnh cho bot.